# Steve Chiasson
Pour les articles homonymes, voir Chiasson.
Steve Chiasson (né le 14 avril 1967 à Barrie, dans la province de l'Ontario au Canada - mort le 3 mai 1999 à Raleigh, dans l'État de la Caroline du Nord aux États-Unis) est un joueur professionnel canadien de hockey sur glace. Il évoluait au poste de défenseur.

## Biographie

### Carrière en club
Chiasson joue pour les Platers de Guelph de la Ligue de hockey de l'Ontario de 1983 à 1986. Il remporte la Coupe Memorial avec cette même équipe à la fin de la saison 1985-1986.
Par la suite, il se joint aux Red Wings de Détroit de la Ligue nationale de hockey. Il reste avec ce club jusqu'en juin 1994. Il joue alors pour les Flames de Calgary pour quelques saisons avant de passer aux Whalers de Hartford.  Il est transféré en Caroline du Sud, lorsque les Whalers deviennent les Hurricanes de la Caroline.
Quelques heures après l'élimination de son équipe lors des séries éliminatoires de 1999, il eut un accident de voiture dans lequel il y trouva la mort.

### Carrière internationale
Il a représenté l'équipe du Canada lors des compétitions internationales.

## Statistiques
Pour les significations des abréviations, voir Statistiques du hockey sur glace.

### En club
| Saison     | Équipe                     | Ligue          |     | Saison régulière | Saison régulière | Saison régulière | Saison régulière | Saison régulière |    | Séries éliminatoires | Séries éliminatoires | Séries éliminatoires | Séries éliminatoires | Séries éliminatoires |
| Saison     | Équipe                     | Ligue          | PJ  | B                | A                | Pts              | Pun              | PJ               | B  | A                    | Pts                  | Pun                  |                      |                      |
| 1982-1983  | Travelways de Peterborough | OMHA           | 40  | 25               | 35               | 60               | 120              | -                | -  | -                    | -                    | -                    |                      |                      |
| 1983-1984  | Platers de Guelph          | LHO            | 55  | 1                | 9                | 10               | 112              | -                | -  | -                    | -                    | -                    |                      |                      |
| 1984-1985  | Platers de Guelph          | LHO            | 61  | 8                | 22               | 30               | 139              | -                | -  | -                    | -                    | -                    |                      |                      |
| 1985-1986  | Platers de Guelph          | LHO            | 54  | 12               | 29               | 41               | 126              | 18               | 10 | 10                   | 20                   | 37                   |                      |                      |
| 1986       | Platers de Guelph          | Coupe Memorial | -   | -                | -                | -                | -                | 4                | 1  | 4                    | 5                    | 4                    |                      |                      |
| 1986-1987  | Red Wings de Détroit       | LNH            | 45  | 1                | 4                | 5                | 73               | 2                | 0  | 0                    | 0                    | 19                   |                      |                      |
| 1987-1988  | Red Wings d'Adirondack     | LAH            | 23  | 6                | 11               | 17               | 58               | -                | -  | -                    | -                    | -                    |                      |                      |
| 1987-1988  | Red Wings de Détroit       | LNH            | 29  | 2                | 9                | 11               | 57               | 9                | 2  | 2                    | 4                    | 31                   |                      |                      |
| 1988-1989  | Red Wings de Détroit       | LNH            | 65  | 12               | 35               | 47               | 149              | 5                | 2  | 1                    | 3                    | 6                    |                      |                      |
| 1989-1990  | Red Wings de Détroit       | LNH            | 67  | 14               | 28               | 42               | 114              | -                | -  | -                    | -                    | -                    |                      |                      |
| 1990-1991  | Red Wings de Détroit       | LNH            | 42  | 3                | 17               | 20               | 80               | 5                | 3  | 1                    | 4                    | 19                   |                      |                      |
| 1991-1992  | Red Wings de Détroit       | LNH            | 62  | 10               | 24               | 34               | 136              | 11               | 1  | 5                    | 6                    | 12                   |                      |                      |
| 1992-1993  | Red Wings de Détroit       | LNH            | 79  | 12               | 50               | 62               | 155              | 7                | 2  | 2                    | 4                    | 19                   |                      |                      |
| 1993-1994  | Red Wings de Détroit       | LNH            | 82  | 13               | 33               | 46               | 122              | 7                | 2  | 3                    | 5                    | 2                    |                      |                      |
| 1994-1995  | Flames de Calgary          | LNH            | 45  | 2                | 23               | 25               | 39               | 7                | 1  | 2                    | 3                    | 9                    |                      |                      |
| 1995-1996  | Flames de Calgary          | LNH            | 76  | 8                | 25               | 33               | 62               | 4                | 2  | 1                    | 3                    | 0                    |                      |                      |
| 1996-1997  | Flames de Calgary          | LNH            | 47  | 5                | 11               | 16               | 32               | -                | -  | -                    | -                    | -                    |                      |                      |
| 1996-1997  | Whalers de Hartford        | LNH            | 18  | 3                | 11               | 14               | 7                | -                | -  | -                    | -                    | -                    |                      |                      |
| 1997-1998  | Hurricanes de la Caroline  | LNH            | 66  | 7                | 27               | 34               | 65               | -                | -  | -                    | -                    | -                    |                      |                      |
| 1998-1999  | Hurricanes de la Caroline  | LNH            | 28  | 1                | 8                | 9                | 16               | 6                | 1  | 2                    | 3                    | 2                    |                      |                      |
| Totaux LNH | Totaux LNH                 | Totaux LNH     | 751 | 92               | 305              | 398              | 1 107            | 63               | 16 | 18                   | 34                   | 119                  |                      |                      |

### En équipe nationale
| Année | Compétition                 |    | PJ | B | A | Pts | Pun           |  | Résultat |
| 1987  | Championnat du monde junior | 6  | 2  | 2 | 4 | 21  | Disqualifié   |  |          |
| 1997  | Championnat du monde        | 11 | 0  | 3 | 3 | 8   | Médaille d'or |  |          |

## Trophées et honneurs personnels
- 1985-1986 : 
  - remporte le trophée Stafford-Smythe.
  - nommé dans l'équipe d'étoiles du tournoi de la Coupe Memorial.
  - champion de la Coupe Memorial avec les Platers de Guelph.
- 1992-1993 : joue au 44e Match des étoiles de la Ligue nationale de hockey.
- 1997 : champion du monde avec l'équipe du Canada.